# Vương Bí (Tam Quốc)
Vương Bí (giản thể: 王秘; phồn thể: 王祕; bính âm: Wáng Bì; ? – ?), là tướng lĩnh Tào Ngụy thời Tam Quốc trong lịch sử Trung Quốc.

## Cuộc đời
Vương Bí quê ở huyện Vũ Uy, quận Vũ Uy, Lương Châu, khả năng là thuộc cấp của Nhan Tuấn hoặc Quán Khâu Hưng.
Năm 219, người quận Vũ Uy là Nhan Tuấn, người quận Trương Dịch là Hòa Loan, ngời quận Tửu Tuyền là Hoàng Hoa, người quận Tây Bình là Khúc Diễn từng người giữ quận tạo phản, tự xưng hiệu tướng quân đánh lẫn nhau. Nhan Tuấn sai người đưa mẹ, con đến chỗ Tào Tháo làm con tin. Tào Tháo hỏi Trương Ký nên giải quyết làm sao, Ký nói: Bọn Nhan Tuấn đều có dã tâm, nếu cứu bây giờ thì ngày sau ắt lại phản. Không bằng học theo Biện Trang Tử, tọa sơn quan hổ đấu, chờ chúng lưỡng bại câu thương, ta ngồi thu lợi. Tào Tháo đồng ý, ra lệnh cho Hác Chiêu, Ngụy Bình ở Kim Thành xem tình thế, không được xuất quân.
Năm 220, Hòa Loan giết chết Nhan Tuấn. Vương Bí ở quận Vũ Uy giết Hòa Loan, đón quân Hác Chiêu, Tô Tắc vào quận.
Năm 255, tướng Quý Hán là Khương Duy ở Cố quan bờ tây sông Thao đánh bại quân Ngụy do Thứ sử Vương Kinh chỉ huy, bao vây Địch Đạo. Đô đốc Ung Lương Trần Thái đến Thượng Khuê, tập hợp viện quân do các tướng Đặng Ngải, Hồ Phấn, Vương Bí chỉ huy. Đặng Ngải đề nghị án binh bất động, chờ sĩ khí quân Hán suy sụp mới tiến quân. Các tướng đều đồng ý với Ngải, riêng Thái lại không đồng ý, cho rằng nên tốc chiến tốc thắng. Các tướng lại nghe theo Trần Thái.

## Trong văn hóa
Vương Bí không xuất hiện trong tiểu thuyết Tam quốc diễn nghĩa của La Quán Trung.